# Route nationale 942 (Belgique)
Pour les articles homonymes, voir Route 942.
La route nationale 942, dont une partie est dénommée « chaussée de Gramptinne », est une route nationale de Belgique de 32,5 kilomètres qui relie Leuze à Gramptinne via Namêche et Gesves.

## Description du tracé

### Communes sur le parcours
- Région wallonne
  -  Province de Namur
    - Leuze
    - Tillier
    - Franc-Waret
    - Vezin
    - Namêche
    - Thon
    - Samson
    - Goyet
    - Mozet
    - Faulx-les-Tombes
    - Gesves
    - Gramptinne